# Richard Leitgeb
Richard Leitgeb (* 19. Mai 1994) ist ein österreichisch-ungarischer Skirennläufer.

## Karriere
Leitgeb gab sein internationales Renndebüt am 18. Dezember 2010 bei einem Citizenrennen in Strobl. Sein erstes internationales Großereignis bestritt er 2015 bei der Winter-Universiade in der Sierra Nevada, wobei er als beste Platzierung Rang 10 im Slalom erreichte. Bis zu diesem Zeitpunkt war Leitgeb hauptsächlich bei FIS-Rennen an den Start gegangen.
Am 11. Dezember 2016 gab Leitgeb beim Slalom von Val-d’Isère sein Weltcupdebüt, wobei er jedoch bereits im ersten Durchgang ausschied. Im selben Winter feierte er bei der Winter-Universiade in Almaty den bis zu diesem Zeitpunkt größten Erfolg seiner Karriere. Er gewann im Slalom die Goldmedaille sowie die Silbermedaille im Mannschaftswettbewerb.
Nach der Saison 2016/17 verlor Leitgeb seinen Platz im ÖSV-Kader.
Am 6. März 2018 konnte Leitgeb erstmals ein Rennen eines Kontinentalcups gewinnen, er siegte beim Slalom von Engaru im Rahmen des Far East Cups. 
2019 konnte er bei der Winter-Universiade in Krasnojarsk seine Erfolge von 2017 wiederholen, er gewann erneut zwei Medaillen. Im Riesenslalom gewann er die Silbermedaille sowie die Goldmedaille im Mannschaftswettbewerb. Zu Saisonabschluss belegte er den vierten Platz bei den Österreichischen Meisterschaften.
Im Juni 2024 wechselte Leitgeb schließlich zum ungarischen Verband. Sein erstes Rennen für Ungarn bestritt er am 4. August 2024 im Rahmen des South American Cups. Bereits eine Woche später konnte er seinen ersten Sieg für Ungarn feiern, als er beim Slalom am Cerro Catedral triumphierte. Bis auf ein Rennen beendete Leitgeb jeden Slalom dieser Saison in den Top 10, wodurch er die Slalomwertung des South American Cups für sich entscheiden konnte.
Im weiteren Verlauf der Saison nahm Leitgeb erstmals an Alpinen Skiweltmeisterschaften teil. Während er im Riesenslalom bereits im Qualifikationsrennen ausschied, konnte er im Slalom den 30. Platz erreichen.

## Erfolge

### Weltmeisterschaften
- Saalbach 2025: 30. Slalom, DNQ Riesenslalom

### Universiade
- Sierra Nevada 2015: 10. Slalom, 30. Riesenslalom
- Almaty 2017: 1. Slalom, 2. Mannschaft, DNF Riesenslalom
- Krasnojarsk 2019: 1. Mannschaft, 2. Slalom, DNS Riesenslalom

### Europacup
- Eine Platzierung unter den besten 15

### South American Cup
- Saison 2024: 1. Slalomwertung, 5. Gesamtwertung
- 2 Podestplätze, davon ein Sieg

| Datum           | Ort            | Land        | Disziplin |
| --------------- | -------------- | ----------- | --------- |
| 11. August 2024 | Cerro Catedral | Argentinien | Slalom    |

### Far East Cup
- Zwei Podestplätze, davon ein Sieg

| Datum        | Ort    | Land  | Disziplin |
| ------------ | ------ | ----- | --------- |
| 6. März 2018 | Engaru | Japan | Slalom    |

### Australian New Zealand Cup
- 2 Platzierungen unter den besten 10

### Weitere Erfolge
- 14 Siege bei FIS-Rennen